# Смирнов, Алексей Васильевич
Алексе́й Васи́льевич Смирно́в (род. 24 мая 1955, Дедовск, СССР) — российский религиозный деятель, в 2010—2018 годах председатель Российского Союза евангельских христиан-баптистов (РС ЕХБ). Является старшим пресвитером церкви ЕХБ «Спасение» в городе Дедовск Московской области.

## Биография
Родился 24 мая 1955 года в городе Дедовск (Подмосковье) в верующей семье. Кроме него в семье было ещё 6 детей. В доме, где жили Смирновы, происходили собрания местной общины ЕХБ. В 1961 году община Дедовска примкнула к СЦ ЕХБ.
В детском возрасте А. В. Смирнов посещал воскресную школу, организованную его сестрой. «Обращение к Богу» пережил 20 мая 1973 года. Вскоре после этого он пошёл служить в армию. Через год после демобилизации, в октябре 1976 года, был крещён. В 1978 году женился.
В 1978—1988 годах служил молодёжным руководителем в своей церкви. В 1987 году начал благовестие в Москве, на Арбате. Его группа разработала стратегию по созданию новых церквей в Московской области. В 1992 году был рукоположен в пресвитеры церкви. В 1993 году церковь Дедовска была исключена из МСЦ ЕХБ, в результате чего было создано автономное объединение церквей «Ассоциация братских церквей ЕХБ», А. В. Смирнов являлся её председателем. В 2001 году А. В. Смирнов был избран старшим пресвитером церкви ЕХБ города Дедовска.
В 2006 года А. В. Смирнов по предложению тогдашнего председателя РС ЕХБ Ю. К. Сипко возглавил пасторский отдел РС ЕХБ. С 2008 года он исполнительный секретарь Общественного совета ЕХБ.
Женат, имеет шестерых детей.